# Kallur, Homnabad
Kallur là một làng thuộc tehsil Homnabad, huyện Bidar, bang Karnataka, Ấn Độ.